# Giro de Italia 1988
La 71.ª edición del Giro de Italia se disputó entre el 23 de mayo y el 12 de junio de 1988, con un recorrido de 21 etapas, dos de ellas dobles, y 3580 km, que se recorrieron a una velocidad media de 36,788 km/h.
Los españoles que acudieron al Giro de 1988 no tuvieron demasiado protagonismo. Pedro Delgado fue segundo en la duodécima etapa y estuvo, en las etapas de montaña, entre los mejores, pero su mal rendimiento en contrarreloj le privó de un puesto mejor y terminó séptimo. Por detrás de él, Juan Tomás Martínez, del equipo Zahor, fue 16.º. Cabe destacar también la actuación del mexicano Raúl Alcalá, compañero de equipo del ganador de la carrera, que terminó 14.º.
La victoria final en la ronda italiana fue para Andrew Hampsten. Hampsten cimentó su triunfo en una escapada en la decimocuarta etapa, en la que se ascendió el Gavia, cima que no se subía desde la edición de 1960. Durante toda la etapa la lluvia estuvo presente, pero al llegar a la ascensión al Gavia, las condiciones climatológicas fueron terribles, con constante y abundante lluvia, muchísimo frío y nieve. Andrew Hampsten, prevenido por su director deportivo, se equipó nada menos que con guantes de neopreno, un jersey de lana y gafas de esquí para dicha ascensión. Sin embargo, como apuntase el campeón italiano Francesco Moser, más allá de las duras condiciones climatológicas de la ascensión, algo igualado en otras ocasiones a lo largo de la historia del ciclismo, peor aún fue el descenso de 16 millas hasta la meta final de Bormio. Durante el mismo, una tormenta estalló y muchos ciclistas se vieron obligados a detenerse como consecuencia de la lluvia y las bajas temperaturas, llegándose a formar hielo en los cambios de marchas o en los frenos. Johan van der Velde, líder de la montaña hasta ese momento, y que coronó en primer lugar la cima, tuvo que detenerse a los pocos kilómetros de comenzar el descenso, incapaz de controlar la bicicleta a causa del frío, para solicitar a su director deportivo ropa de abrigo y tomar algo de té caliente y coñac. En Bormio, Van der Velde perdió más de 47 minutos respecto al vencedor de la etapa. Numerosos ciclistas realizaron el descenso en los coches de sus respectivos equipos, terminando sobre la bicicleta solo los últimos tres kilómetros de la etapa. Sin embargo, la organización decidió permitirles continuar en carrera al día siguiente a pesar de ello. Breukink y Hampsten aventajaron a todos los favoritos en más de cuatro minutos al final del día; el neerlandés se adjudicó la etapa y el estadounidense se vistió de rosa. 
Debido también a la nieve, la etapa del día siguiente se vio acortada, al eliminar del trazado el ascenso al Stelvio. Eso convertía al Gavia en la Cima Coppi de esta edición.
En el podio final de Milán, junto a Hampsten y Breukink subiría al podio el suizo Urs Zimmermann, en tercer lugar.

## Equipos participantes
| Equipo                         | Jefe de filas      |
| Alba Cucine - Benotto          | Stefano Colage     |
| Alfa Lum-Legnano               | Marino Amadori     |
| Atala-Ofmega                   | Silvio Martinello  |
| Carrera Jeans - Vagamond       | Roberto Visentini  |
| Ceramiche Ariostea             | Francesco Cesarini |
| Cyndarella-Isotonic            | Rolf Jaermann      |
| Del Tongo - Colnago            | Giuseppe Saronni   |
| Fanini-Seven Up                | Alessio Di Basco   |
| Gewiss-Bianchi                 | Davide Cassani     |
| GIS Gelati - Bruiatori Ecoflam | Marco Giovannetti  |

| Equipo                    | Jefe de filas         |
| Malvor-Bottecchia         | Silvano Contini       |
| Mosoca - Isoglass - Galli | Hendrik Redant        |
| Panasonic - Isostar       | Erik Breukink         |
| PDM                       | Greg LeMond           |
| Reynolds                  | Pedro Delgado         |
| Chateau d'Ax - Salotti    | Gianni Bugno          |
| Selca Ciclolinea          | Roberto Conti         |
| 7 Eleven - Hoonved        | Andrew Hampsten       |
| Toshiba                   | Jean François Bernard |
| Zahor                     | Juan Fernández        |

## Etapas
| Etapa | Fecha       | Recorrido                                  | Km       | Ganador de la etapa   | Líder de la clasificación general |
| 1.ª   | 23 de mayo  | Urbino                                     | 9 (CRI)  | Jean François Bernard | Jean François Bernard             |
| 2.ª   | 24 de mayo  | Urbino-Ascoli Piceno                       | 230      | Guido Bontempi        | Jean François Bernard             |
| 3.ª   | 25 de mayo  | Ascoli Piceno-Vasto                        | 184      | Stefan Joho           | Jean François Bernard             |
| 4.ªa  | 26 de mayo  | Vasto-Rodi Garganico                       | 123      | Massimo Podenzana     | Massimo Podenzana                 |
| 4.ªb  | 26 de mayo  | Rodi Garganico-Vieste                      | 40 (CRE) | Del Tongo - Colnago   | Massimo Podenzana                 |
| 5.ª   | 27 de mayo  | Vieste-Santa Maria Capua Vetere            | 260      | Guido Bontempi        | Massimo Podenzana                 |
| 6.ª   | 28 de mayo  | Santa Maria Capua Vetere-Campitello Matese | 137      | Franco Chioccioli     | Massimo Podenzana                 |
| 7.ª   | 29 de mayo  | Campitello Matese-Avezzano                 | 178      | Andreas Kappes        | Massimo Podenzana                 |
| 8.ª   | 30 de mayo  | Avezzano-Chianciano Terme                  | 251      | Jean François Bernard | Massimo Podenzana                 |
| 9.ª   | 31 de mayo  | Pienza-Marina di Massa                     | 239      | Alessio Di Basco      | Massimo Podenzana                 |
| 10.ª  | 1 de junio  | Carrara-Salsomaggiore                      | 190      | Paolo Rosola          | Massimo Podenzana                 |
| 11.ª  | 2 de junio  | Parma-Colle Don Bosco                      | -        | Anulada               | -                                 |
| 12.ª  | 3 de junio  | Novara-Selvino                             | 205      | Andrew Hampsten       | Franco Chioccioli                 |
| 13.ª  | 4 de junio  | Bérgamo-Chiesa in Valmalenco               | 129      | Tony Rominger         | Franco Chioccioli                 |
| 14.ª  | 5 de junio  | Chiesa in Valmalenco-Bormio                | 120      | Erik Breukink         | Andrew Hampsten                   |
| 15.ª  | 6 de junio  | Bormio-Merano 2000                         | 83       | Jean François Bernard | Andrew Hampsten                   |
| 16.ª  | 7 de junio  | Merano-Innsbruck                           | 176      | Franco Vona           | Andrew Hampsten                   |
| 17.ª  | 8 de junio  | Innsbruck-Borgo Valsugana                  | 221      | Patrizio Gambirasio   | Andrew Hampsten                   |
| 18.ª  | 9 de junio  | Levico Terme-Col de Vetriolo               | 18 (CRI) | Andrew Hampsten       | Andrew Hampsten                   |
| 19.ª  | 10 de junio | Borgo Valsugana-Arta Terme                 | 233      | Stefano Giuliani      | Andrew Hampsten                   |
| 20.ª  | 11 de junio | Arta Terme-Lido del Jesolo                 | 212      | Paolo Rosola          | Andrew Hampsten                   |
| 21.ªa | 12 de junio | Jesolo-Vittorio Veneto                     | 73       | Urs Freuler           | Andrew Hampsten                   |
| 21.ªb | 12 de junio | Vittorio Veneto                            | 43 (CRI) | Lech Piasecki         | Andrew Hampsten                   |

## Clasificaciones
| \| 1. \| Andrew Hampsten \| Estados Unidos \| 7EL \| 97h 18' 56s \| \| \| 2. \| Erik Breukink \| Holanda \| PAN \| a 1' 43s \| \| \| 3. \| Urs Zimmermann \| Suiza \| CAR \| a 2' 45s \| \| \| 4. \| Flavio Giupponi \| Italia \| DEL \| a 6' 56s \| \| \| 5. \| Franco Chioccioli \| Italia \| DEL \| a 13' 20s \| \| \| 6. \| Marco Giovannetti \| Italia \| GIS \| a 15' 20s \| \| \| 7. \| Pedro Delgado \| España \| REY \| a 17' 02s \| \| \| 8. \| Peter Winnen \| Holanda \| PAN \| a 18' 14s \| \| \| 9. \| Stefano Tomasini \| Italia \| FAN \| a 27' 01s \| \| \| 10. \| Maurizio Vandelli \| Italia \| ATA \| a 27' 02s \| \| |                   |                |     |             |  |
| 1. | Andrew Hampsten   | Estados Unidos | 7EL | 97h 18' 56s |  |
| 2. | Erik Breukink     | Holanda        | PAN | a 1' 43s    |  |
| 3. | Urs Zimmermann    | Suiza          | CAR | a 2' 45s    |  |
| 4. | Flavio Giupponi   | Italia         | DEL | a 6' 56s    |  |
| 5. | Franco Chioccioli | Italia         | DEL | a 13' 20s   |  |
| 6. | Marco Giovannetti | Italia         | GIS | a 15' 20s   |  |
| 7. | Pedro Delgado     | España         | REY | a 17' 02s   |  |
| 8. | Peter Winnen      | Holanda        | PAN | a 18' 14s   |  |
| 9. | Stefano Tomasini  | Italia         | FAN | a 27' 01s   |  |
| 10. | Maurizio Vandelli | Italia         | ATA | a 27' 02s   |  |

| \| 1. \| Johan Van der Velde \| Holanda \| GIS \| 154 puntos \| \| 2. \| Rolf Sørensen \| Dinamarca \| ARI \| 131 puntos \| \| 3. \| Andrew Hampsten \| Estados Unidos \| 7EL \| 128 puntos \| |                     |                |     |            |
| 1. | Johan Van der Velde | Holanda        | GIS | 154 puntos |
| 2. | Rolf Sørensen       | Dinamarca      | ARI | 131 puntos |
| 3. | Andrew Hampsten     | Estados Unidos | 7EL | 128 puntos |

| \| 1. \| Andrew Hampsten \| Estados Unidos \| 7EL \| 59 puntos \| \| 2. \| Stefano Giuliani \| Italia \| CHA \| 55 puntos \| \| 3. \| Renato Piccolo \| Suiza \| GEW \| 49 puntos \| |                  |                |     |           |
| 1. | Andrew Hampsten  | Estados Unidos | 7EL | 59 puntos |
| 2. | Stefano Giuliani | Italia         | CHA | 55 puntos |
| 3. | Renato Piccolo   | Suiza          | GEW | 49 puntos |

| \| 1. \| Carrera \| Italia \| CAR \| - \| |         |        |     |   |
| 1.                                        | Carrera | Italia | CAR | - |

## Evolución de las clasificaciones
| Etapa | Ganador               | Clasificación general · | Clasificación por puntos · | Clasificación de la montaña · | Clasificación de los jóvenes · | Clasificación de la combinada · | Clasificación por equipos |
| ----- | --------------------- | ----------------------- | -------------------------- | ----------------------------- | ------------------------------ | ------------------------------- | ------------------------- |
| 1     | Jean-François Bernard | Jean-François Bernard   | Jean-François Bernard      | not awarded                   | Bruno Hürlimann                | no otorgado                     | Carrera Jeans-Vagabond    |
| 2     | Guido Bontempi        | Jean-François Bernard   | Guido Bontempi             | Stefano Giuliani              | Bruno Hürlimann                | no otorgado                     | Carrera Jeans-Vagabond    |
| 3     | Stephan Joho          | Jean-François Bernard   | Guido Bontempi             | Renato Piccolo                | Bruno Hürlimann                | Stephan Joho                    | Carrera Jeans-Vagabond    |
| 4a    | Massimo Podenzana     | Massimo Podenzana       | Rolf Sørensen              | Renato Piccolo                | Massimo Podenzana              | Stephan Joho                    | Carrera Jeans-Vagabond    |
| 4b    | Del Tongo-Colnago     | Massimo Podenzana       | Rolf Sørensen              | Renato Piccolo                | Massimo Podenzana              | Stephan Joho                    | Del Tongo-Colnago         |
| 5     | Guido Bontempi        | Massimo Podenzana       | Guido Bontempi             | Renato Piccolo                | Massimo Podenzana              | Stephan Joho                    | Carrera Jeans-Vagabond    |
| 6     | Franco Chioccioli     | Massimo Podenzana       | Guido Bontempi             | Renato Piccolo                | Massimo Podenzana              | Franco Chioccioli               | Carrera Jeans-Vagabond    |
| 7     | Andreas Kappes        | Massimo Podenzana       | Johan van der Velde        | Renato Piccolo                | Massimo Podenzana              | Franco Chioccioli               | Carrera Jeans-Vagabond    |
| 8     | Jean-François Bernard | Massimo Podenzana       | Johan van der Velde        | Renato Piccolo                | Massimo Podenzana              | Franco Chioccioli               | Carrera Jeans-Vagabond    |
| 9     | Alessio Di Basco      | Massimo Podenzana       | Johan van der Velde        | Renato Piccolo                | Massimo Podenzana              | Franco Chioccioli               | Carrera Jeans-Vagabond    |
| 10    | Paolo Rosola          | Massimo Podenzana       | Johan van der Velde        | Renato Piccolo                | Massimo Podenzana              | Franco Chioccioli               | Carrera Jeans-Vagabond    |
| 11    | Stage Cancelled       | Massimo Podenzana       | Johan van der Velde        | Renato Piccolo                | Massimo Podenzana              | Franco Chioccioli               | Carrera Jeans-Vagabond    |
| 12    | Andrew Hampsten       | Franco Chioccioli       | Johan van der Velde        | Renato Piccolo                | Franco Vona                    | Andrew Hampsten                 | Del Tongo-Colnago         |
| 13    | Tony Rominger         | Franco Chioccioli       | Johan van der Velde        | Renato Piccolo                | Franco Vona                    | Andrew Hampsten                 | Del Tongo-Colnago         |
| 14    | Erik Breukink         | Andrew Hampsten         | Johan van der Velde        | Renato Piccolo                | Stefano Tomasini               | Andrew Hampsten                 | Carrera Jeans-Vagabond    |
| 15    | Jean-François Bernard | Andrew Hampsten         | Johan van der Velde        | Renato Piccolo                | Stefano Tomasini               | Andrew Hampsten                 | Del Tongo-Colnago         |
| 16    | Franco Vona           | Andrew Hampsten         | Johan van der Velde        | Renato Piccolo                | Stefano Tomasini               | Andrew Hampsten                 | Panasonic                 |
| 17    | Patrizio Gambirasio   | Andrew Hampsten         | Johan van der Velde        | Renato Piccolo                | Stefano Tomasini               | Andrew Hampsten                 | Panasonic                 |
| 18    | Andrew Hampsten       | Andrew Hampsten         | Johan van der Velde        | Andrew Hampsten               | Stefano Tomasini               | Andrew Hampsten                 | Carrera Jeans-Vagabond    |
| 19    | Stefano Giuliani      | Andrew Hampsten         | Johan van der Velde        | Andrew Hampsten               | Stefano Tomasini               | Andrew Hampsten                 | Carrera Jeans-Vagabond    |
| 20    | Alessio Di Basco      | Andrew Hampsten         | Johan van der Velde        | Andrew Hampsten               | Stefano Tomasini               | Andrew Hampsten                 | Carrera Jeans-Vagabond    |
| 21a   | Urs Freuler           | Andrew Hampsten         | Johan van der Velde        | Andrew Hampsten               | Stefano Tomasini               | Andrew Hampsten                 | Carrera Jeans-Vagabond    |
| 21b   | Lech Piasecki         | Andrew Hampsten         | Johan van der Velde        | Andrew Hampsten               | Stefano Tomasini               | Andrew Hampsten                 | Carrera Jeans-Vagabond    |
| Final | Final                 | Andrew Hampsten         | Johan van der Velde        | Andrew Hampsten               | Stefano Tomasini               | Andrew Hampsten                 | Carrera Jeans-Vagabond    |